# Luis García Ballester
Luis García Ballester (1936-2000) fue un historiador de la medicina español.

## Biografía
Nació en Valencia el 14 de febrero de 1936. Catedrático en la Universidad de Granada, más adelante pasó a la de Santander, con un impás en Barcelona trabajando en la Institución Milá y Fontanals. Estudió la medicina de los territorios de la Corona de Aragón y de la de Castilla, además de la figura de Galeno y su influencia. Falleció el 10 de octubre de 2000 en la localidad cántabra de Puente Arce, a causa del cáncer.
Fue autor de títulos como Galeno en la sociedad y en la ciencia de su tiempo (Ediciones Guadarrama, 1972), prologada por Laín Entralgo, Historia social de la medicina en la España de los siglos XIII al XVI. Vol. I (La medicina musulmana y morisca) (1976), Medicina, ciencia y minorías marginadas: los moriscos (1977), reeditada ampliada como Los moriscos y la medicina (1984), o La búsqueda de la salud: Sanadores y enfermos en la España medieval (Ediciones Península, 2001), entre otros. También dirigió dos de los cuatro volúmenes de la Historia de la ciencia y de la técnica en la Corona de Castilla.